# Suffer
Suffer és el cinquè disc publicat per la banda punk nord-americana Bad Religion, el 1988. Va ser l'àlbum que va suposar el retrobament dels components originals de la banda després de la seva ruptura.
És considerat per algunes de les publicacions especialitzades en el sector com un dels millors àlbums punk dels anys 80. Representa un canvi en la seva carrera i una fita en la història del rock, per ser el disc amb què Bad Religion inauguren el hardcore melòdic amb un estil propi, més tard imitat i estès per altres bandes, primer californianes i més tard europees.
El disc es caracteritza per la rapidesa dels ritmes, diferència de claredat de so respecte als anteriors i l'augment de melodies clares en la veu, que accentuen el caràcter profund i intel·lectual de les lletres del grup, i amb cors de veus harmòniques que seran la marca de la casa de la banda durant la resta de la seva carrera. Es pot parlar d'una fusió de les bases melòdiques de la música folk amb la força i contundència del punk.
El guitarrista Brett Gurewitz ha admès que les cançons que Greg Graffin li va mostrar li van donar des del principi un regust de Jethro Tull, i a més, anys més tard, Graffin afirmaria aquesta versió publicant dos àlbums en solitari, de tint acústic, en el segon dels quals hi ha composicions basades en el country i folk nord-americans.
Un conjunt de bandes de la tercera onada de bandes de new-wave punk cintan aquest àlbum com un inspiració essencial. En una web de fans de la banda, la cançó "Do What You Want" va ser citada com una de les millors cançons de tots els temps de la banda, al costat de "American Jesus" i "Along the Way". El cantant de Rancid, Tim Armstrong, ha declarat que "What Can You Do?", l'única cançó lenta de l'àlbum, és la seva cançó preferida de Bad Religion.

## Llista de cançons
- "You Are (the Government)" (Graffin) – 1:21
- "1000 More Fools" (Gurewitz) – 1:34
- "How Much Is Enough?" (Gurewitz) – 1:22
- "When?" (Graffin) – 1:38
- "Give You Nothing" (Gurewitz, Graffin) – 2:00
- "Land of Competition" (Graffin) – 2:04
- "Forbidden Beat" (Gurewitz, Graffin) – 1:56
- "Best for You" (Graffin) – 1:53
- "Suffer" (Gurewitz, Graffin) – 1:47
- "Delirium of Disorder" (Gurewitz) – 1:38
- "Part II (The Numbers Game)" (Gurewitz) – 1:39
- "What Can You Do?" (Graffin) – 2:44
- "Do What You Want" (Gurewitz) – 1:05
- "Part IV (The Index Fossil)" (Graffin) – 2:02
- "Pessimistic Lines" (Graffin) – 1:07

## Personal
- Greg Graffin vocalista
- Brett Gurewitz guitarra
- Greg Hetson guitarra
- Jay Bentley baix
- Pete Finestone percussió
- Donnell Cameron enginyer
- Legendary Starbolt enginyer
- Jerry Mahoney artwork